# Житомирская чулочная фабрика
Житомирская чулочная фабрика (укр. Житомирська панчішна фабрика) — бывшее предприятие лёгкой промышленности, которое находилось в городе Житомир (Украина).

## История
Предприятие было построено в ходе индустриализации 1930-х годов и введено в эксплуатацию в 1935 году.
В ходе Великой Отечественной войны 9 июля 1941 года Житомир был оккупирован наступавшими немецкими войсками, 12 ноября 1943 года — освобождён советскими войсками. В ходе боевых действий и немецкой оккупации предприятие пострадало, а при отступлении было полностью разрушено гитлеровцами.
В дальнейшем началось восстановление фабрики, и уже в 1945 году она возобновила работу.
В соответствии с пятым пятилетним планом развития народного хозяйства СССР (1951—1955 годы) фабрика была реконструирована и оснащена новым оборудованием. После окончания реконструкции фабрика стала одним из крупнейших предприятий Житомира.
В 1969 году предприятие получило новое название — Житомирская чулочная фабрика «Комсомолка».
4 декабря 1985 года фабрика была награждена орденом «Знак Почёта».
В целом, в советское время чулочная фабрика входила в число ведущих предприятий города.
После провозглашения независимости Украины в 1992 году государственное предприятие было приватизировано и преобразовано в открытое акционерное общество.
С 2002 года начат выпуск продукции под торговой маркой «Легка хода».
По состоянию на начало 2008 года чулочная фабрика входила в число крупнейших действующих предприятий города.
В апреле 2021 года фабрика была продана, помещения подлежат сносу, на их месте планируется сооружение гипермаркета и жилых комплексов. Собственником предприятия стал ООО «Эпицентр К».
7 октября на территории одного из крупнейших предприятий города начались работы по демонтажу.

## Деятельность
Предприятие изготавливало одноцветные и разноцветные летние и зимние носки (из шерстяной, полушерстяной и акриловой пряжи), женские колготки, лосины и бикини.